# 제주 칠머리당영등굿
제주 칠머리당 영등굿(濟州 -)은 대한민국 제주도 여러 어부들의 민속 제례 의식, '굿'이다. 제주도의 영등신앙은 겨울을 지나 봄이 찾아올 때 찾아오는 영등신을 맞이하고 보내는 음력 2월의 풍속으로 500년 이상을 이어져 왔다. 1980년 11월 17일 국가무형문화재 제71호로 지정되었고, 2009년 9월 30일 유네스코 ‘세계무형문화유산’으로 등재되었다.현재는 칠머리당굿전수관에서 굿을 전승 보존하며 전해오고 있다.

## 의식
제주 칠머리당 영등굿은 제주도, 남해, 영남지역의 설화나 전설로 전해지면서 바닷가에서 바다의 평온과 풍어 그리고 바다에서 많은 수확을 기원하기 위해 매년 음력 2월에 열리는 제사 의식이다. 이 의식은 군립 마을에 있는 칠머리당에서 개최되며, 이 섬의 대표적인 풍어제이다. 각 마을의 무당들이 바람의 신인 영등 할망과 용왕, 산신에게 바치는 일련의 여러 의식을 주관한다. 영등 환영 의식은 신을 소환하고, 풍어를 기원하며, 조상신에게 바치는 3장의 연극을 포함한다. 2주 후의 영등 작별 의식은 술과 밥, 떡을 대접하고, 용왕을 맞이하는 의식 등을 포함한다.

## 같이 보기
- 영등할망
- 무속신앙
- 동국여지승람
- 대한민국의 세계유산

## 참고 자료
- 「완역 이옥 전집」, 영등신(影等神), 이옥 저, 실시학사 고전문학연구회 역, 휴머니스트(2009년, 127~131p)
- 「올레 사랑을 만나다」, 살려줍서 살려줍서, 강제윤 저, 예담(2010년, 292~307p)나는 사람들을 죽일 것이다